# Diplocaulus
Diplocaulus ("dvojitá kožní membrána") je vyhynulý rod lepospondylního obojživelníka, žijícího v období mladoprvohorního permu (asi před 299 až 252 miliony let) na území současné Severní Ameriky.

## Popis
S celkovou délkou až kolem jednoho metru a s charakteristickým tvarem lebky v podobě bumerangu představuje jednoho z nejznámějších prvohorních obratlovců. V současnosti známe pět druhů tohoto rodu, pouze dva jsou ale obecně uznávané (D. salamandroides a D. magnicornis). Tohoto mlokovitého praobojživelníka formálně popsal americký paleontolog Edward Drinker Cope v roce 1877. Diplokaulus se pravděpodobně pohyboval horizontálním vlněním těla a jeho výrazně rozšířené okraje lebky byly ke zbytku těla připojeny kostí i kožní řasou. Tvar lebky zřejmě napomáhal nadnášení ve vodě nebo sloužil jako signalizační a ochranný prvek (zvíře s ním bylo mnohem obtížnější spolknout). Podle paleontologa Roberta T. Bakkera sloužil tento "bumerangovitý" tvar hlavy primárně k zastrašování soků nebo k předvádění se před samičkami – oboje skýtalo významnou výhodu při pohlavním výběru. Některé objevy z Maroka naznačují, že tento rod mohl být geograficky mnohem rozšířenější, než se dříve předpokládalo.